# Arvingarna
Arvingarna ist eine schwedische Dansband, die 1989 gegründet wurde und an den Melodifestivalen 1993, 1995, 1999, 2002, 2019, 2021 und 2025 teilnahm.

## Werdegang
Mit ihrem Beitrag Eloise belegte die Gruppe beim Melodifestivalen 1993 den ersten Platz und durfte Schweden damit beim Eurovision Song Contest vertreten. Dort belegt der Song Eloise den siebten Platz.
Neben diesem Lied war die Single Pamela (1997) ihr bislang größter Hit. Er erreichte Platz 2 in den schwedischen Charts.
Der Name der Band, Arvingarna (deutsch: Die Erben), spielt darauf an, dass schon die Eltern einiger der Bandmitglieder in Dansbands aufgetreten sind. Die Musik von Arvingarna und ähnlichen Bands wird in Schweden allgemein Dansbandspop genannt.
Arvingarna erhielten in den Jahren 1992 für das Album Coola killar und 2002 für das Album Diamanter Auszeichnungen als "Dansband des Jahres" bei den Verleihungen des schwedischen Musikpreises Grammis.

## Bandmitglieder
- Lasse Larsson (* 26. Februar 1972), Keyboard und Gesang
- Tommy Carsson (* 7. August 1968), Schlagzeug und Gesang
- Kim Carsson (* 20. März 1972), Gitarre und Gesang
- Casper Janebrink (* 2. Januar 1970), Bass und Gesang

## Diskografie

### Alben
| Jahr | Titel                                                  | Höchstplatzierung, Gesamtwochen, AuszeichnungChartsChartplatzierungen (Jahr, Titel, Platzierungen, Wochen, Auszeichnungen, Anmerkungen) | Anmerkungen                                             |
| Jahr | Titel                                                  | SE | Anmerkungen                                             |
| ---- | ------------------------------------------------------ | --- | ------------------------------------------------------- |
| 1992 | Coola killar                                           | SE49 Gold · (2 Wo.)SE |                                                         |
| 1993 | Eloise                                                 | SE7 Platin · (7 Wo.)SE |                                                         |
| 1994 | Tjejer                                                 | SE9 Gold · (6 Wo.)SE |                                                         |
| 1995 | För alltid                                             | SE14 Gold · (11 Wo.)SE |                                                         |
| 1996 | Då & nu                                                | SE38 (2 Wo.)SE |                                                         |
| 1997 | Nya spår                                               | SE41 (2 Wo.)SE |                                                         |
| 1999 | Lime                                                   | SE13 Gold · (14 Wo.)SE |                                                         |
| 2001 | Diamanter                                              | SE17 (3 Wo.)SE |                                                         |
| 2005 | #8                                                     | SE23 (6 Wo.)SE |                                                         |
| 2007 | All Included – Arvingarnas största hits från 1992-2007 | SE26 (2 Wo.)SE | Kompilation                                             |
| 2007 | Rockin’ Around the Christmas Tree                      | SE42 (4 Wo.)SE | Erstveröffentlichung: 28. November 2007 Weihnachtsalbum |
| 2009 | Underbart                                              | SE35 (2 Wo.)SE |                                                         |
| 2013 | Änglar och en massa kärlek                             | SE20 (7 Wo.)SE | Erstveröffentlichung: 18. Dezember 2013                 |
| 2013 | Våra allra bästa                                       | SE14 (4 Wo.)SE |                                                         |
| 2019 | I Do                                                   | SE4 (8 Wo.)SE | Erstveröffentlichung: 26. April 2019                    |
| 2020 | När snön faller ner                                    | SE8 (6 Wo.)SE | Erstveröffentlichung: 20. November 2020                 |
| 2021 | Tänker inte alls gå hem                                | SE2 (3 Wo.)SE |                                                         |
| 2022 | Klart det ska bli jul                                  | SE1 Platin · (6 Wo.)SE | Weihnachtsalbum                                         |

Weitere Alben
- 1998: Airplane
- 2002: Collection
- 2023: Hundra dagar

### Singles
| Jahr | Titel Album                                   | Höchstplatzierung, Gesamtwochen, AuszeichnungChartsChartplatzierungen (Jahr, Titel, Album, Platzierungen, Wochen, Auszeichnungen, Anmerkungen) | Anmerkungen                             |
| Jahr | Titel Album                                   | SE | Anmerkungen                             |
| --- | --------------------------------------------- | --- | --------------------------------------- |
| 1993 | Eloise                                        | SE10 (18 Wo.)SE |                                         |
| 1995 | Bo Diddley För Alltid                         | SE21 (4 Wo.)SE |                                         |
| 1997 | Pamela Nya Spår                               | SE2 (22 Wo.)SE |                                         |
| 1999 | Det svär jag på Lime                          | SE39 (3 Wo.)SE |                                         |
| 2005 | Hon kommer med sommaren #8                    | SE52 (1 Wo.)SE |                                         |
| 2019 | I Do                                          | SE6 ×2Doppelplatin · (10 Wo.)SE | Erstveröffentlichung: 25. Februar 2019  |
| 2020 | När snön faller ner                           | SE81 Gold · (4 Wo.)SE | Erstveröffentlichung: 6. November 2020  |
| 2020 | Låt mig få tända ett ljus När snön faller ner | SE74 (2 Wo.)SE | Erstveröffentlichung: 13. November 2020 |
| 2021 | Tänker inte alls gå hem                       | SE24 Gold · (6 Wo.)SE |                                         |
| 2025 | Ring Baby Ring –                              | SE52 (… Wo.)SE | Erstveröffentlichung: 28. Februar 2025  |
| Folgende Lieder erschienen nicht als Single, wurden aber durch das Album zum Download und Streaming bereitgestellt und konnten somit eine Platzierung erlangen: |                                               | |                                         |
| |                                               | |                                         |
| 2020 | Juletid När snön faller ner                   | SE68 (1 Wo.)SE |                                         |
| 2024 | Nu är det jul Klart det ska bli jul           | SE58 (2 Wo.)SE |                                         |